# Nienadżerkowa choroba refluksowa
Nienadżerkowa choroba refluksowa – NERD (non-erossive reflux disease) – postać choroby refluksowej przełyku, rozpoznawana u pacjentów zgłaszających zgagę jako objaw chorobowy, u których badanie endoskopowe górnego odcinka przewodu pokarmowego nie wykazuje zmian nadżerkowych, lecz w 24-godzinnym badaniu pH-metrycznym przełyku wykazano patologiczny kwaśny refluks.
Obecnie ocenia się, że 2/3 przypadków choroby refluksowej przełyku przebiega pod postacią NERD.